# Heinrich Thiele (Theologe)

Heinrich Thiele, Ölgemälde (1846)

Heinrich August Ludwig Thiele (* 18. Januar 1814 in Königslutter am Elm; † 17. Mai 1886 in Braunschweig) war ein deutscher evangelisch-lutherischer Theologe, Pädagoge, Hofprediger und Landtagsabgeordneter.

## Leben
Heinrich Thiele wurde 1814 in Königslutter als Sohn eines Bäckers geboren. Ab seinem 11. Lebensjahr besuchte er in Braunschweig die Bürgerschule und das Martineum, bevor er 1833 am Collegium Carolinum das Abitur ablegte. Anschließend studierte er evangelische Theologie in Göttingen und Jena, wo Karl von Hase und Ludwig Friedrich Otto Baumgarten-Crusius zu seinen akademischen Lehrern zählten. Das Erste theologische Staatsexamen legte er 1836 am Konsistorium in Wolfenbüttel ab. Thiele ging 1837 in die Schweiz, wo er in Hofwyl bei Bern an den renommierten Fellenbergschen Instituten Einzelunterricht erteilte. Er bestand 1838 das Zweite theologische Staatsexamen in St. Gallen und wurde dort als evangelischer Geistlicher ordiniert. Im Winter 1840/1841 begleitete Thiele einen englischen Schüler der Fellenbergschen Institute als Tutor nach Rom. Dort wurde er vom preußischen Gesandten als stellvertretender Gesandtschaftsprediger verpflichtet, woraus 1842 eine bis 1848 währende Festanstellung entstand.

### Tätigkeit in Braunschweig
Nachdem im Februar 1847 der Braunschweiger Domprediger Franz August Westphal gestorben war, bewarb sich Thiele um die Stelle und hielt im August 1847 eine Probepredigt im Braunschweiger Dom. Die Ernennung Thieles zum Hof- und Domprediger erfolgte am 4. April 1848. Im Jahr 1851 heiratete er die Frankfurter Kaufmannstochter Elisabeth Hetzler (1823–1887). Er wurde 1864 Propst des Klosters Marienberg bei Helmstedt und 1875 Abt des Klosters Riddagshausen. Thiele war Mitgründer der Konferenz von Dienern und Freunden der ev.-lutherischen Kirche des Herzogtums Braunschweig, zu deren Präsidenten er 1868 ernannt wurde. Er war Veranstalter von Missionsfesten im Braunschweiger Dom, er förderte die Diakonie und das Marienstift. Thiele gründete das Braunschweiger Rettungshaus für verwahrloste Kinder, dem er seit 1853 vorstand. Er gehörte ab 1872 der Landessynode an, war ab 1876 Mitglied der Oberschulkommission und ab 1881 konservativer Abgeordneter im Braunschweigischen Landtag.
Thiele gehörte zu den Wegbereitern zur Überwindung der rationalistischen Tendenzen in Kirche und Theologie. Er schrieb kirchenhistorische Werke und setzte sich mit Erfolg für eine liturgische Erneuerung der Gottesdienste ein. Thiele starb im Mai 1886 im Alter von 72 Jahren in Braunschweig und wurde auf dem dortigen Domfriedhof beigesetzt. In der Klosterkirche Riddagshausen erinnert ein Epitaph an ihn. Seine Privatsammlung prähistorischer Funde gelangte später in den Besitz des Vaterländischen Museums für Braunschweigische Landesgeschichte.

## Schriften (Auswahl)
- Allgemeines christliches Gebetbuch zur Förderung wahrer Gottesfurcht.  Meyer und Zeller, Zürich 1845.
- Kirchenbuch zum evangelischen Gottesdienste in Gebeten, Ehre und Liedern, nach den Agenden der christlichen Kirche Augsburgischer Confession, neugeordnet. Leibrock, Braunschweig 1852.
- Kurze Geschichte der Christlichen Kirche für alle Stände. 2. Aufl., Meyer und Zeller, Zürich 1852.
- Jerusalem, seine Lage, seine heiligen Stätten und seine Bewohner, nach eigener Anschauung dargestellt. Mühlmann, Halle a. S. 1861.
- Rom als Mittelpunkt der katholischen Christenheit, nach eigener Anschauung dargestellt. Mühlmann, Halle a. S. 1861.
- Frei und Unfrei. Ein Religionsgespräch. Mühlmann, Halle 1862.
- Der dritte Ostertag. Ein Religionsgespräch. Mühlmann, Halle 1863.